# La donna carnefice nel paese dell’oro
La donna carnefice nel paese dell’oro ist ein italienischer Abenteuerfilm der Stummfilmzeit. Er entstand an den Schauplätzen seiner Handlung.

## Handlung
Eine Gruppe Kanadier verliert ihr Hab und Gut durch ein Großfeuer; sie beschließen, nach Alaska zu ziehen. Als sie am Yukon River campieren, werden sie von einer Gruppe Banditen unter der Anführerschaft von Blake sowie dessen Frau La Piovra überfallen und eingekesselt. Es gelingt ihnen, Blake und seine Männer auszuschalten; die Frau stirbt an einem Schlangenbiss.

## Bemerkungen
Gedreht wurde vor Ort in Kanada und Alaska. Produktionsfirma war die in Turin ansässige Subalpina Film. Er hat eine Länge von 2017 Metern.